# Запрешич
За́прешич (хорв. Zaprešić, [ˈzâːpreʃitɕ]) — місто в Хорватії, у Загребської жупанії.

## Загальні відомості
Запрешич, частина Великого Загреба, розташований за 13 кілометрів на захід від столиці. За 25 кілометрів на захід знаходиться кордон зі Словенією.
Через Запрешич проходить автомагістраль A2 із Загреба до Мацеля і далі у Словенію, дорога із Загреба у словенське місто Брежиці і далі до Любляни та залізниця Загреб — Любляна.
Місто розташоване в рівнинній місцевості, у долині Сави, за два кілометри на північ від самої річки. Зі сходу та заходу від міста протікають ще дві річки — притоки Сави, на заході — Сутла, на сході — Крапіна. У місті розташовуються декілька індустріальних підприємств.
Недалеко від міста в селищі Нові Двори знаходиться могила Йосипа Єлачича, знаменитого хорватського державного діяча.

## Населення
Населення громади за даними перепису 2011 року становило 25 223 осіб, 6 з яких назвали рідною українську мову. Населення самого міста становило 19 644 осіб.
Динаміка чисельності населення громади:
Динаміка чисельності населення міста:

## Населені пункти
Крім міста Запрешич, до громади також входять: 
- Хрушевець-Куплєнський
- Іванець-Бистранський
- Яблановець
- Куплєново
- Лужниця
- Меренє
- Поятно
- Шибицє

## Клімат
Середня річна температура становить 10,58 °C, середня максимальна – 25,16 °C, а середня мінімальна – -6,31 °C. Середня річна кількість опадів – 950 мм.
| Клімат міста                                  | Клімат міста | Клімат міста | Клімат міста | Клімат міста | Клімат міста | Клімат міста | Клімат міста | Клімат міста | Клімат міста | Клімат міста | Клімат міста | Клімат міста | Клімат міста |
| Показник                                      | Січ.         | Лют.         | Бер.         | Квіт.        | Трав.        | Черв.        | Лип.         | Серп.        | Вер.         | Жовт.        | Лист.        | Груд.        |              |
| Середній максимум, °C                         | 5,92         | 7,99         | 12,47        | 17,00        | 21,94        | 25,16        | 24,48        | 23,60        | 19,59        | 14,72        | 8,58         | 4,96         |              |
| Середня температура, °C                       | −0,21        | 1,90         | 6,34         | 10,88        | 15,82        | 19,04        | 20,68        | 19,83        | 15,80        | 10,95        | 4,79         | 1,18         |              |
| Середній мінімум, °C                          | −6,31        | −4,22        | 0,22         | 4,76         | 9,70         | 12,92        | 16,89        | 16,04        | 12,01        | 7,15         | 1,00         | −2,61        |              |
| Норма опадів, мм                              | 51           | 49           | 64           | 68           | 81           | 105          | 89           | 93           | 95           | 94           | 93           | 68           |              |
| Середньомісячна швидкість вітру, м/с          | 1.60         | 1.80         | 2.20         | 2.10         | 2.00         | 1.80         | 1.70         | 1.60         | 1.50         | 1.60         | 1.69         | 1.60         |              |
| Середньомісячна сонячна радіація, кДж/м²·день | 4082         | 6839         | 10424        | 14846        | 18959        | 20834        | 21609        | 18805        | 13892        | 8548         | 4498         | 3298         |              |
| --------------------------------------------- | ------------ | ------------ | ------------ | ------------ | ------------ | ------------ | ------------ | ------------ | ------------ | ------------ | ------------ | ------------ | ------------ |
| Джерело:                                      |              |              |              |              |              |              |              |              |              |              |              |              |              |